# كليف بول
كليف بول (بالإنجليزية: Cliff Bole)‏ هو مخرج ومخرج أمريكي، ولد في 9 نوفمبر 1937 في سان فرانسيسكو في الولايات المتحدة، وتوفي في 15 فبراير 2014 في بالم ديسيرت في الولايات المتحدة.

## وصلات خارجية
- كليف بول على موقع IMDb (الإنجليزية)
- كليف بول على موقع قاعدة بيانات الفيلم (الإنجليزية)